# Sceloporus aeneus
Sceloporus aeneus es una especie de lagartija de la familia Phrynosomatidae endémica de México. Son lagartijas insectívoras de hábitos diurnos.[cita requerida] Ponen huevos en los que los embriones están ya muy desarrollados y eclosionan tras entre 12 y 14 días.

## Descripción
Son lagartijas pequeñas y robustas, aproximadamente de 8 a 10 cm de longitud desde el hocico hasta la cola. Tienen una coloración desde café hasta tonalidades naranjas, presentan dos pares de franjas de color más claro típicamente de color amarillo; un par dorsolateralmente y otro par en la región lateral. Es distintivo de esta especie una mancha negra con el centro azul en ambos lados del cuello.[cita requerida]

## Distribución y hábitat
Se distribuye por México, a lo largo del altiplano en manchones irregulares y en el eje neovolcánico transmexicano: del oeste de Puebla, Michoacán y Jalisco al norte de Guanajuato, Querétaro e Hidalgo. Habita en pinares, zonas rocosas y de pastizal en elevaciones entre los 1850 y los 3600 metros de altitud.